# Wolffia brasiliensis
Wolffia brasiliensis là một loài thực vật có hoa trong họ Ráy (Araceae). Loài này được Wedd. miêu tả khoa học đầu tiên năm 1849.

## Hình ảnh

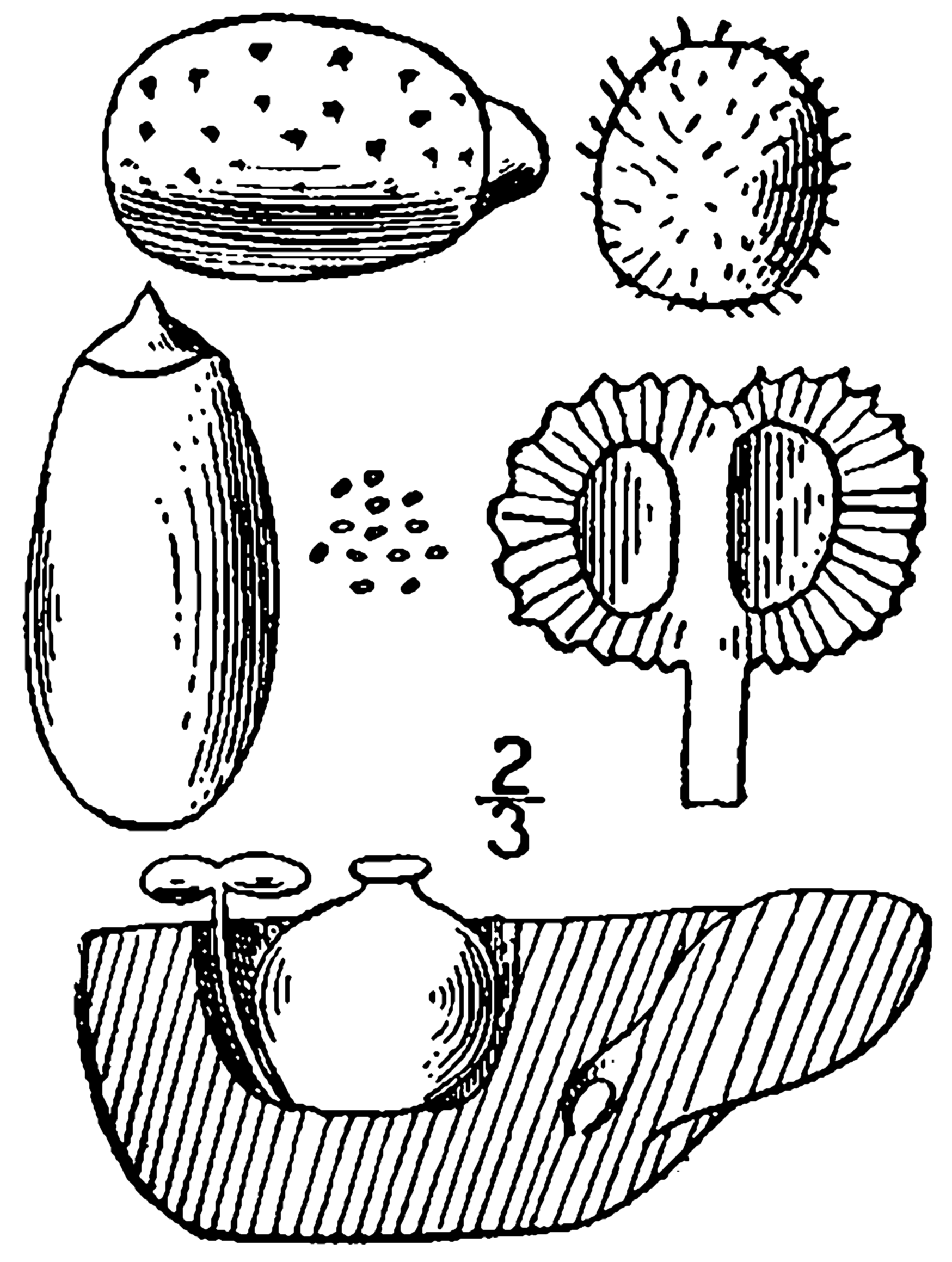